# Южени Бушар
Южени Бушар (на френски: Eugenie Bouchard) е канадска тенисистка, родена на 25 февруари 1994 г. Най-високото ѝ класиране в женската тенис ранглиста e 7-о място, постигнато на 7 юли 2014 г. Става първата канадка, спечелила турнир от Големия шлем на сингъл след триумфа ѝ на Уимбълдън като девойка. През месец май 2014 г. Бушар печели първата си WTA титла на турнира Нюрнбергер Ферзихерунгскъп 2014, а в началото на юли на Уимбълдън 2014 тя стига и до първия си финал на турнир от Големия шлем. На Australian Open 2014 и Ролан Гарос 2014 Бушар стига до полуфиналите.

## Финали на турнири отWTA Тур

### Сингъл: 4 (1 – 3)
| Легенда                              |
| ------------------------------------ |
| Турнири от Големия шлем (0 – 1)      |
| Шампионат на WTA Тур (0 – 0)         |
| Задължителни Висши & Висши 5 (0 – 1) |
| Висши (0 – 0)                        |
| Международни (1 – 1)                 |

| Финали по настилка |
| ------------------ |
| Твърда (0 – 2)     |
| Трева (0 – 1)      |
| Клей (1 – 0)       |
| Мокет (0 – 0)      |

| Изход      | No. | Дата       | Турнир                                         | Настилка | Опонент           | Резултат            |
| ---------- | --- | ---------- | ---------------------------------------------- | -------- | ----------------- | ------------------- |
| Финалистка | 1.  | 13/10/2013 | Ейч Пи Оупън, Осака, Япония                    | Твърда   | Саманта Стосър    | 6 – 3, 5 – 7, 2 – 6 |
| Шампионка  | 1.  | 24/05/2014 | Нюрнбергер Ферзихерунгскъп, Нюрнберг, Германия | Клей     | Каролина Плишкова | 6 – 2, 4 – 6, 6 – 3 |
| Финалистка | 2.  | 05/07/2014 | Уимбълдън, Лондон, Великобритания              | Твърда   | Петра Квитова     | 3 – 6, 0 – 6        |
| Финалистка | 3.  | 27/09/2014 | Ухан Оупън, Ухан, Китай                        | Твърда   | Петра Квитова     | 3 – 6, 4 – 6        |

### Двойки: 1 (0 – 1)
| Легенда                              |
| ------------------------------------ |
| Турнири от Големия шлем (0 – 0)      |
| Шампионат на WTA Тур (0 – 0)         |
| Задължителни Висши & Висши 5 (0 – 0) |
| Висши (0 – 0)                        |
| Международни (0 – 1)                 |

| Финали по настилка |
| ------------------ |
| Твърда (0 – 1)     |
| Трева (0 – 0)      |
| Клей (0 – 0)       |
| Мокет (0 – 0)      |

| Изход      | No. | Дата       | Турнир                     | Настилка | Партньорка      | Опонентки                | Резултат     |
| ---------- | --- | ---------- | -------------------------- | -------- | --------------- | ------------------------ | ------------ |
| Финалистки | 1.  | 03/10/2013 | Сити Оупън, Вашингтон, САЩ | Твърда   | Тейлър Таунсенд | Сюко Аояма Вера Душевина | 3 – 6, 3 – 6 |